# Santa Emerenciana en Torre Florencia (título cardenalicio)
Santa Emerenciana en Torre Florencia es un título cardenalicio de la Iglesia Católica. Fue instituido por el papa Pablo VI en 1973 con la constitución apostólica Ab antiquis. Se encuentra en la iglesia de Santa Emerenciana.

## Titulares
- José Salazar López (5 de marzo de 1973 - 9 de julio de 1991)
- Peter Seiichi Shirayanagi (26 de noviembre de 1994 - 30 de diciembre de 2009)
- Medardo Joseph Mazombwe (20 de noviembre de 2010 - 29 de agosto de 2013)
- Jean-Pierre Kutwa, (22 de febrero de 2014)